# Зіткнення галактик Чумацький Шлях і Туманність Андромеди

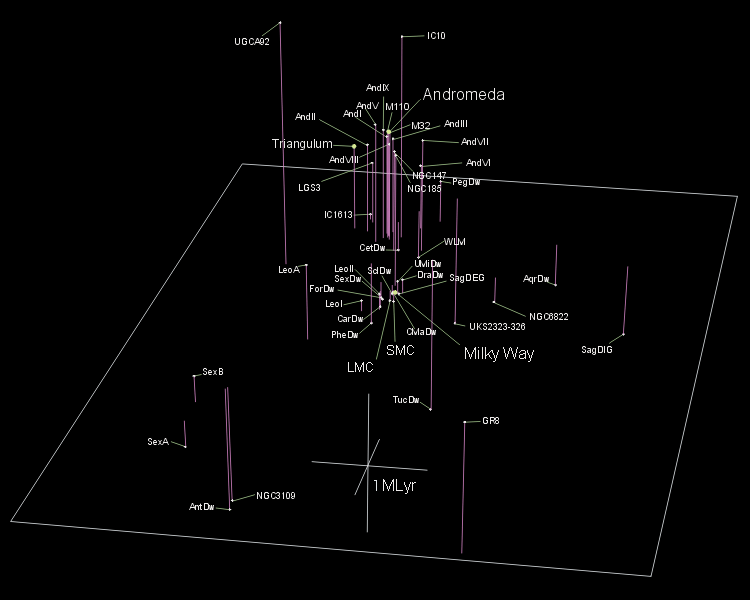
Взаємне розташування галактик Місцевої групи

Зіткнення галактик Чумацький Шлях і Туманність Андромеди — передбачуване зіткнення двох найбільших галактик Місцевої групи: Чумацького Шляху і галактики Андромеди (M31), яке трапиться приблизно через чотири мільярди років.
Галактики знаходяться на відстані 2,5 млн світлових років одна від одної, але швидко скорочують дистанцію під впливом взаємного притягування. Зближення відбувається із швидкістю 111 км/с. Комп'ютерне моделювання показало, що злиття галактик почнеться приблизно через 4 млрд років і триватиме ще 2 мільярди років, внаслідок чого утвориться нова еліптична галактика. Сонячна система за прогнозами зруйнована не буде, хоча і опиниться ще далі від нового галактичного центру, ніж зараз. Також можливим є варіант об'єднання Чумацького Шляху з іншою сусідньою галактикою — Галактикою Трикутника (M33), можливо ще раніше, ніж з Андромедою. Зірки та газ галактики Андромеди буде видно неозброєним оком приблизно через три мільярди років.
Інші дослідження показують, що на цей час Сонце буде наближатися до стадії перетворення на червоного гіганта. Малоймовірно, що під час таких зіткнень галактик зірки зіштовхуватимуться між собою через малу концентрацію речовини в галактиках та надзвичайну віддаленість об'єктів один від іншого. Наприклад, найближча до Сонця зірка (Проксима Центавра) знаходиться на відстані майже тридцять мільйонів сонячних діаметрів від Землі (якби Сонце було розміром з монету діаметром 2,5 сантиметра, то найближча монета/зірка знаходилась би на відстані 765 км).
Дослідження також показують, що в новоутвореній галактиці наша Сонячна система буде відкинута від центру галактики на відстань 75 тис. світлових років. Перші детальні комп'ютерні моделі зіткнення цих галактик були зроблені астрономом Джоном Дубинські з Торонтського Університету. Для новоствореної галактики навіть пропонувались різні назви, наприклад англ. Milkomeda.
Новітнє дослідження пульсуючих змінних зірок, яке було виконане в 2022 році групою астрономів Каліфорнійського університету в Санта-Крусі, дало змогу уточнити зовнішні межі нашої галактики Чумацький Шлях. Вони виявилися на 40 тисяч світлових років далі, аніж це передбачали раніше виконані теоретичні розрахунки. Для цього вимірювання вчені використали відстані до 208 відкритих змінних зірок типу RR Ліри на краю нашої галактики і встановили, що одна з таких найвіддаленіших зірок вже опинилася на відстані понад мільйон світлових років, тобто майже на півдорозі між Чумацьким Шляхом і галактикою Андромеди (M31), з якою наша галактика наближається до зіткнення. «Це дослідження переосмислює зовнішні межі нашої галактики. Наша галактика і Андромеда настільки великі, що між двома галактиками майже немає місця», — сказав Раджа ГухаТхакурта, професор кафедри астрономії та астрофізики Каліфорнійського університету в Санта-Крусі. Таким чином, як на думку вчених, Чумацький Шлях, фактично, вже входить в зіткнення із сусідньою галактикою Андромеди (M31) та ніякого вільного космічного простору поміж ними - майже не залишилося.
6 вересня 2024 року, у науковому виданні Nature Astronomy, опубліковано результати дослідження науковців з Австралії та США, в якому зазначено, що галактичні середовища (CGM) Чумацького Шляху та Андромеди вже перекриваються та взаємодіють поміж собою.